# 金乘寺
金乘寺（こんじょうじ）は大阪府泉南郡岬町深日にある寺院である。

## 概要
岬町深日（ふけ）地区にある金乘寺は浄土真宗本願寺派（西本願寺）の寺院である。かつては本願寺（西本願寺）の兼帯所（掛所ともいう、本願寺住職が住職を兼任する寺院）であり、深日御坊と呼ばれていた。なお、寺号については金乗寺と記されている場合もあるが、正式には金乘寺と表記する。
1486年（文明18年）に本願寺第8世蓮如が布教のため紀州に向かう途上、この寺に泊まり鶴龍山金乘寺という山号と寺号を授けたという。
石山合戦の際、本願寺第10世顕如は門徒に消息を下し兵糧米を求めた。そのため金乘寺第7世浄真が中心となって兵糧米を集め、大坂の石山本願寺へ運び、織田信長に抗戦する本願寺を支援することに尽力した。また1486年（天正8年）石山合戦が終結し、本願寺が鷺森（さぎのもり、現和歌山市）へ移転するに際し、当寺門徒衆は深日北方の海岸まで顕如一行を出迎え、一行が当寺に五昼夜滞留する間その警護に当たった。1582年（天正10年）、信長軍余勢が紀州へ向かう時、金乘寺了性ら門徒は深日の東にある灰賦（はいぶ）峠でそれを阻止したと伝える。
境内には大きなイチョウの木がある。本堂の前に立つ雌株で、大阪府の天然記念物に指定されている。
2018年（平成30年）9月、関西を襲った台風21号により、金乘寺を含む深日の町では瓦の破損など強風の被害や、木が枯れるなどの塩害があった。

## アクセス
- 南海多奈川線 - 深日町駅から徒歩7分
- 駐車場なし